# Brigitte Kelker
Brigitte Kelker (* 7. Februar 1962 in Frankfurt am Main) ist eine deutsche Rechtswissenschaftlerin und Rechtsanwältin.
Sie promovierte im Jahr 1992 bei Ernst Amadeus Wolff in Frankfurt am Main. Im Jahr 2005 habilitierte sich Kelker an der Universität Tübingen bei Kristian Kühl. Nach mehreren Lehrstuhlvertretungen hatte sie vom SS 2009 bis zum WS 2011/12 eine Professur für Strafrecht, Strafprozessrecht und Rechtsphilosophie an der Universität Trier inne. Seit dem 1. April 2012 ist Brigitte Kelker als Rechtsanwältin in Neustadt an der Weinstraße tätig.
In ihrer wissenschaftlichen Arbeit nähert sich Kelker den Problemen der Strafrechtsdogmatik aus rechtsphilosophischer Perspektive. Dabei baut sie vor allem auf der Philosophie Immanuel Kants auf.

## Schriften (Auswahl)
- Der Nötigungsnotstand. Berlin 1993, ISBN 978-3-428-07706-9
- Die Situation von Prostituierten im Strafrecht und ein freiheitliches Rechtsverständnis – Betrachtung der Situation nach dem 26. Strafrechtsänderungsgesetz. In: KritV. 1993, S. 289–312.
- Erlaubnistatumstands- und Erlaubnisirrtum – eine systematische Erörterung. In: Jura. 2006, S. 591–597.
- Die Rolle der Staatsanwaltschaft im Strafverfahren – objektives Organ der Rechtspflege oder doch „parteiischer“ Anwalt des Staates? In: ZStW. Band 118, 2006, S. 389–426.
- Zur Legitimität von Gesinnungsmerkmalen im Strafrecht. Frankfurt 2007, ISBN 978-3-465-03512-1
- Wohin will der BGH beim Zeugenstaatsanwalt? Zugleich eine Besprechung des BGH-Beschlusses vom 24.10.2007 - 1 StR 480/07. In: Strafverteidiger. 2008, S. 381–386.
- Kriegsverbrechen nach Art. 8 Rom-Statut. In: GreifRecht. Band 3, 2008, S. 21–32.
- Online-Demonstrationen – ein Fall „additiver Mittäterschaft“? In: Goltdammer's Archiv für Strafrecht. Band 156, 2009, S. 86–97.
- Die Strafbarkeit juristischer Personen unter europäischem Konkurrenzdruck. In: Hans Ludwig Günther u. a. (Hg.): Festschrift für Volker Krey zum 70. Geburtstag. Stuttgart 2010, S. 221–247, ISBN 978-3-17-021511-5